# إرونخا
إرونخا (بالإنجليزية: Eruncha)‏ شياطين في الأساطير الاسترالية، كان في قدرتهم تحويل البشر إلى رجال طب. وهناك رواية أخرى تقول إن الإرونخا كانوا يلتهمون رجال الطب.